# Русский (Архангельский район)
Русский, «Русский посёлок» — упразднённый в 2005 году посёлок Инзерского сельсовета в Архангельском районе Республики Башкортостан.
Территория посёлка фактически слилась с территорией д. Лагутовка Инзерского сельсовета. Последняя местными называется Лагутовка-Русский

## История
Посёлок Русский в 1920 г. назывался «посёлком Русских» и состоял из 6 дворов с 34 жителями. По мнению историка населённых пунктов Башкортостана, кин А.3. Асфандиярова, это «свидетельствует о недавнем его основании».
По состоянию на 1 июля 1972 года входила в Лагутовский сельсовет. Преобладающая национальность — белорусы.
По состоянию на 1 сентября 1981 года входила в Инзерский сельсовет. Преобладающая национальность — русские и белорусы.
Закон «О внесении изменений в административно-территориальное устройство Республики Башкортостан в связи с образованием, объединением, упразднением и изменением статуса населённых пунктов, переносом административных центров» от 20 июля 2005 года N 211-з постановил:

ст. 4. Упразднить следующие населённые пункты:

2) в Архангельском районе

в) посёлок Русский Инзерского сельсовета

## География
Находилась возле лесистой местности у небольшой реки Кармалка.

## Географическое положение
По состоянию на 1 сентября 1981 года расстояние до :
- районного центра (Архангельское): 27 км,
- центра сельсовета (Валентиновка): 9 км,
- ближайшей железнодорожной станции (Приуралье): 33 км.

По состоянию на 1 июля 1972 года находилась в 27 км от райцентра — село Архангельское и в 1 км от центра Лагутовского сельсовета д. Лагутовка. До ближайшей железнодорожной станции Карламан — 62 км.